# Gajewo (Lasowice Wielkie)
Gajewo – nieoficjalna nazwa osady wsi Lasowice Wielkie w Polsce, położona w województwie pomorskim, w powiecie malborskim, w gminie Malbork.
Osada położona jest na obszarze Wielkich Żuław Malborskich przy drodze krajowej nr 55.
W latach 1975–1998 miejscowość administracyjnie należała do województwa elbląskiego.
Miejscowość oznaczona na starych mapach jako PGR Gajewo I, w pobliżu istniały jeszcze PGR Gajewo II i PGR Gajewo III, oznaczany obecnie jako Gajewo Trzecie.
Inne miejscowości o nazwie Gajewo: Gajewo